# Come saprei
Come saprei è un singolo della cantante italiana Giorgia, vincitore del Festival di Sanremo 1995.
Del brano è stata incisa anche la versione in spagnolo, Como sabré.

## Descrizione
Il brano si aggiudicò anche il Premio della Critica, Premio Autori e Premio Radio e TV e fu il primo caso in cui ci fu uniformità tra il giudizio delle giurie e quello della critica. Giorgia è stata anche la prima cantante a vincere entrambi i premi.
Il brano presenta molte difficoltà tecniche, sia per l'estensione sia per i passaggi che richiedono un controllo vocale molto elevato.
Scritta dalla stessa Giorgia con Eros Ramazzotti, Vladimiro Tosetto ed Adelio Cogliati e arrangiata da Celso Valli (che diresse l'orchestra per quella canzone a Sanremo) la canzone non uscì mai come singolo, ma fu inclusa nell'album Come Thelma & Louise.
Il 4 febbraio 2019, a ventiquattro anni dalla pubblicazione, il singolo si aggiudica un nuovo disco d'oro per oltre 25 000 copie vendute, certificate da FIMI.

## Difficoltà tecniche
Il brano si presenta come una ballata, nel cantato la melodia è piena di modulazioni vocali e note di lunga durata, dal punto di vista di estensione vocale il brano va dal Re2/D3 al Fa#4/F#5 in voce piena, mentre contando le note in voce di testa arriva al Sol#4/G#5 per un totale di 2 ottave e 3 toni, la cantante dal vivo ha raggiunto le note alte più volte facendo diverse variazioni ed ha sostenuto le note per più tempo della versione studio originale arrivando anche alla nota finale di 24 secondi.

## Il video
Il video vede come protagonista solo Giorgia, all'inizio vestita con una giacca rossa e con sfondo un cielo azzurro (come nella copertina del suo album Come Thelma & Louise), poi seguono scene con la cantante vestita di nero con un microfono accanto, o con alle spalle un muro marrone. Il video si conclude con Giorgia che sorride.

## Tracce
Download digitale
1. Come saprei - 5:00 (Giorgia Todrani, Eros Ramazzotti, Vladimiro Tosetto e Adelio Cogliati)